# رجب ایودیک ۲
رجب ایودیک ۲ (ترکی: Recep İvedik 2) یک فیلم کمدی محصول سال ۲۰۰۹ سینمای ترکیه به کارگردانی توگان گوکباکار با بازی شاهان گوکباکار است، که سعی می‌کند برای رضایت مادربزرگ بیمار خود شغل و همسری پیدا کند. این فیلم که در ۱۳ فوریه ۲۰۰۹ در سراسر ترکیه اکران عمومی شد، پرفروش‌ترین فیلم ترکیه در سال ۲۰۰۹ بود.

## داستان
رجب به مادر بزرگش قول میدهد تا کار پیدا کند .ازدواج کند .و در میان مردم محبوبیت پیدا کند او در این راه با چالش هایی روبه روست....